# Fang Yuting
Fang Yuting (en chino: 方玉婷; 21 de diciembre de 1989) es una deportista china que compitió en tiro con arco, en la modalidad de arco recurvo.
Participó en los Juegos Olímpicos de Londres 2012, obteniendo una medalla de plata en la prueba por equipo (junto con Cheng Ming y Xu Jing). Ganó una medalla de bronce en el Campeonato Mundial de Tiro con Arco al Aire Libre de 2011, en la prueba individual.

## Palmarés internacional
| Juegos Olímpicos                 | Juegos Olímpicos      | Juegos Olímpicos  | Juegos Olímpicos |
| Año                              | Lugar                 | Medalla           | Prueba           |
| -------------------------------- | --------------------- | ----------------- | ---------------- |
| 2012                             | Londres (Reino Unido) | Medalla de plata  | Equipo           |
| Campeonato Mundial al Aire Libre |                       |                   |                  |
| Año                              | Lugar                 | Medalla           | Prueba           |
| 2011                             | Turín (Italia)        | Medalla de bronce | Individual       |